# Phagocata maculata
Phagocata maculata is een platworm (Platyhelminthes). De worm is tweeslachtig. De soort leeft in of nabij zoet water.
Het geslacht Phagocata, waarin de platworm wordt geplaatst, wordt tot de familie Planariidae gerekend. De wetenschappelijke naam van de soort werd, als Fonticola maculata, voor het eerst geldig gepubliceerd in 1938 door Stankovic. De naam komt ook in de literatuur voor als Albiplanaria maculata. Deze naam werd door Stankovic & Komarek in 1932 als nomen nudum gepubliceerd.